# 우리는 공부를 못해
《우리는 공부를 못해》(ぼくたちは勉強ができない)는 츠츠이 타이시의 일본의 만화다. 《주간 소년 점프》에서 2017년 10호부터 2021년 3·4 합병호까지 연재되었다. 가난한 집안의 주인공 나리유키가 학비를 지원해주는 추천제도의 추천을 받기 위해서 각자 자신이 잘하는 분야와 정반대로 지원한 두 사람을 지망 대학에 합격시키려고 공부를 가르치며 벌어지는 일상을 그린 러브 코미디 이야기다.
애니메이션 1기는 2019년 1월부터 3월 말에 방영되었고, 애니메이션 2기는 2019년 4월에 제작이 결정되었고, 2019년 10월부터 12월 말까지 방영되었다.

## 줄거리
주인공 '유이가 나리유키'는 이치노세 학원에 다니는 고교 3학년. 이치노세 학원에는 우수학생에게 대학 진학에 드는 모든 비용을 학교 측이 부담하는 특별 VIP 추천 제도가 있으며, 그 추천을 획득할 수 있도록 밤낮으로 공부에 매달렸지만, 이과의 수업에서는 '오가타 리즈'에, 문과의 수업에서는 '후루하시 후미노'에게 뒤지고 있었다. 그런 가운데 나리유키는 추천 심사 면담에서 학원장에서 조건부로 추천을 허가했다. 그 조건은 리즈와 후미노 '두 사람이 지망하는 대학에 합격시킬 것.'이라는 것이었다. 그러나 이과 과목을 잘하는 리즈은 문과 대학, 인문계 과목을 잘하는 후미노는 이과 대학에 각각 지원하고 리즈는 국어, 후미노는 수학 성적이 치명적으로 나빴다. 게다가 스포츠 특기생이지만 공부 전반이 약한 타케모노 우루카의 영어실력을 향상시켜야 했다.
```
그녀들의 꿈을 이룰 수 있도록 함께 분투하는 나날을 보낸다.
```

## 등장인물
- 유이가 나리유키 - 이치노세 학원 3학년 학생

(남주)
- 후루하시 후미노 - 이치노세 학원 3학년 학생

(문과천제,이과지망)
- 오가타 리즈 - 이치노세 학원 3학년 학생

(이과천제,문과지망)
- 타케모토 우루카 - 이치노세 학원 3학년 학생

(수영천제)
- 키리스 마후유 - 이치노세 학원 세계사 교사

(전 피겨선수)
- 코미나미 아스미 - 재수생

(의사지망)

## 단행본
1. 「天才と[X]は表裏一体である」2017年6月7日発行（6月2日発売[集 1]）、ISBN 978-4-08-881111-6
2. 「林間の天才は[X]に迷走する」2017年8月9日発行（8月4日発売[集 2]）、ISBN 978-4-08-881195-6
3. 「天才[X]たちはかくして勉強ができない」2017年10月9日発行（10月4日発売[集 3]）、ISBN 978-4-08-881214-4
4. 「かの新天地にて迷える子羊は[X]と邂逅する」2017年12月9日発行（12月4日発売[集 4]）、ISBN 978-4-08-881289-2
5. 「喧々たる夜に果たして[X]は勉強ができない」2018年2月7日発行（2月2日発売[集 5]）、ISBN 978-4-08-881342-4
6. 「湯の花に咲くは天才どもが[X]の跡である」2018年5月7日発行（5月2日発売[集 6]）、ISBN 978-4-08-881414-8